# Joy Meachum
Joy Meachum es un personaje de ficción que aparece en los cómics estadounidenses publicados por Marvel Comics. El personaje está representado en los cómics como la hija de Harold Meachum y la sobrina de Ward Meachum.
En la serie de televisión, Iron Fist, ambientada en Marvel Cinematic Universe, Joy es hija de Harold y la hermana de Ward y es interpretada por Jessica Stroup.

## Historial de publicaciones
Joy Meachum apareció por primera vez en Marvel Premiere # 18 y fue creado por Doug Moench y Larry Hama.

## Biografía del personaje ficticio
Joy Meachum era la hija de Harold Meachum. Ella encontró a Iron Fist culpable de la muerte de su padre, y luego ella trató de matarlo. Incluso llegó a contratar a Serpiente de Acero, para ayudarla a vengarse.
Un jefe criminal conocido simplemente como Jefe Morgan tomó a Joy como rehén porque Rand Meachum Inc. estaba arruinando su negocio. Iron Fist la rescató, pero en un último intento de venganza le pidió a Morgan que lo matara. Cuando Morgan se negó, no quería estar cerca cuando llegaron las ambulancias, ella intentó matar a Iron Fist ella misma. Cuando no pudo obligarse a hacerlo, terminó su enemistad con él.
Desde entonces, Joy ha ayudado a Iron Fist y sus aliados en sus numerosas aventuras.

## En otros medios
En Iron Fist, Joyce Meachum es interpretada por Jessica Stroup mientras que Aimee Laurence la retrata de niña. Mientras Joy siendo la hija de Harold todavía está intacta, Ward ahora es su hermano. Stroup dijo que Joy "ama absolutamente" a Rand, y su regreso a Nueva York es "como este renacimiento de lo que fue una vez, y puede hacer estas preguntas sobre ella porque se las está presentando". Sin embargo, Stroup dijo que Joy inicialmente no estaría segura si Rand es quien dice ser.
Al igual que Ward, Joy es inicialmente dudosa de que Danny Rand aparezca vivo, pero finalmente se da cuenta de la verdad, incluso ayuda discretamente a Danny deslizando a su abogada Jeri Hogarth una prueba para usar en una reunión de arbitraje. También se muestra que muestra preocupación por Ward cuando de repente se engancha con la heroína de Madame Gao. Más tarde, en el episodio "The Mistress of All Agonies", Joy tropieza accidentalmente con Harold en su ático. Ella ayuda a su padre a congelar las cuentas bancarias de Rand Enterprises que están siendo utilizadas por la Mano. Joy está presente con Harold cuando Ward aparece tratando de alejar a Joy de Harold, después de que Bakuto lo saca del hospital. Antes de que Ward pueda marcharse con Alegría, Bakuto y sus hombres se presentan, habiendo decidido no cumplir el trato que ha alcanzado con Ward para que pueda evitar que Harold congele las cuentas de Rand Enterprises. Bakuto dispara a Joy sin causarle la muerte para sacar a Danny de su escondite y la llevan al hospital. Mientras se recupera, Ward muestra su evidencia de que Harold ha incriminado a Danny por el contrabando de drogas de La Mano. Al salir del hospital, Joy confronta a Harold sobre esto mientras utiliza un encubrimiento. Joy luego deja a Rand Enterprises cuando Danny, Colleen y Ward se enfrentan y derrotan a Harold y sus hombres. Después de la muerte y cremación de Harold, así como de que Danny se convierta en socio comercial de Ward, Joy es visitado por Davos en un restaurante europeo que afirma que Danny debe morir, ya que Madame Gao escucha su conversación.
En la temporada 2 de Iron Fist, Joy al ya no querer hablar con su hermano Ward, se une con Davos en planear como acabar con Danny, teniendo algunos contactos en dar información. En el episodio, "Objetivo, Iron Fist", contrata a una mujer llamada Mary Walker para hacer el trabajo sucio, para que Davos transfiera el poder de Danny a él. Luego de que el trato estaba hecho, Joy termina con sus servicios con Walker, hasta que son descubiertas por Colleen Wing y Misty Knight y son llevadas e interrogadas acerca de Davos. Luego de escapar, descubre a Davos sobre lo que puede hacer con el poder de Danny y entrenando a unos jóvenes delincuentes. Joy libera a BB, un chico del grupo de Davos al traicionarlos, para llevar un objeto oculto de Davos a Danny. Cuando Davos la descubre, Joy es traicionada y lanzada del segundo piso, pero sobrevive quedando herida. Walker, Ward y Misty encuentran a Joy y Ward la atiende en una ambulancia cuando escucha a Ward, que tendrá un bebé de Bethany, haciendo que acepte sus disculpas. Después de salir, Joy le pide ayuda a Walker, pero ella se niega porque necesita encontrar respuestas sobre su tercer alter violento.